# Yacimientos de Icnitas
Yacimientos de Icnitas este o arie protejată (arie specială de conservare — SAC, sit de importanță comunitară — SCI) din Spania întinsă pe o suprafață de 3.559,56 ha, integral pe uscat.

## Localizare
Centrul sitului Yacimientos de Icnitas este situat la coordonatele 43°33′12″N 5°30′08″W / 43.5532°N 5.5023°V.

## Înființare
Situl Yacimientos de Icnitas a fost declarat sit de importanță comunitară în februarie 2004 pentru a proteja 21 de specii de animale. Situl a fost protejat și ca arie specială de conservare în decembrie 2014.

## Biodiversitate
Situată în ecoregiunile atlantică și marină Atlantică, aria protejată conține 8 habitate naturale: Păduri aluvionare cu Alnus glutinosa și Fraxinus excelsior (Alno-Padion, Alnion incanae, Salicion albae), Faleze cu vegetație de pe coastele atlantice și baltice, Pajiști umede atlantice temperate cu Erica ciliaris și Erica tetralix, Dune mobile cu vegetație embrionară, Lande oro-mediteraneene cu formațiuni endemice de grozamă, Vegetație anuală la limita mareei, Pășuni atlantice udate de apa mării (Glauco-Puccinellietalia maritimae), Pajiști uscate europene.
La baza desemnării sitului se află mai multe specii protejate:
- păsări (19): fluierar de munte (Actitis hypoleucos), alca (Alca torda), rață sulițar (Anas acuta), rață lingurar (Anas clypeata), rață fluierătoare (Anas penelope), stârc cenușiu (Ardea cinerea), egretă mică (Egretta garzetta), șoim călător (Falco peregrinus), cufundar polar (Gavia arctica), Larus argentatus, pescăruș negricios (Larus fuscus), pescăruș-cu-cap-negru (Larus melanocephalus), Larus michahellis, pescăruș râzător (Larus ridibundus), Phalacrocorax aristotelis, Phalacrocorax carbo sinensis, ploier auriu (Pluvialis apricaria), Uria aalge albionis, nagâț (Vanellus vanellus)
- mamifere (2): marsuin (Phocoena phocoena), delfin mare (Tursiops truncatus)

Pe lângă speciile protejate, pe teritoriul sitului au mai fost identificate 4 specii de plante.